# 松島伸安
松島 伸安（まつしま のぶやす、1968年9月10日 - ）は、群馬県太田市出身の元競輪選手である。
1988年〜2012年（日本競輪選手会群馬支部所属）S級在籍22年、
1994年の函館記念競輪を捲って快勝するなど、ダッシュ力とスピードを武器に全国の競輪場で活躍した。
デビュー当時は強烈なダッシュ力を活かし何処からでも先手を取れるスピード先行を得意としたが、ラインの後続が離れ別線ラインの選手が番手に嵌るケースも多く、ゴール前の失速と共に大きな着を取るケースも多かった。
後年は、位置取りに拘らず何処からでもゴール前に鋭く差し込んでくる追い込みを主戦法とし、目標とした先行選手と心中するような場面からでもゴール前では着に絡んでくる切れ味で穴党からの人気が高かった。
温泉ソムリエとして、旅行誌やテレビ、ラジオ等でオススメ温泉の紹介や入浴マナーの講義などのメディア露出も多く、全国の競輪場の中でも別府競輪場、青森競輪場、伊東温泉競輪場など温泉地や地方の斡旋が多く、全国各地の地元ファンからも人気があった。
2012年から、NPO法人の理事として地域振興、活性化活動を全国で展開。
2014年に、前橋市市長　山本龍にスカウトされ前橋市役所準常勤職員となり前橋市文化スポーツ観光部スポーツ課に勤務し、「まえばし赤城山ヒルクライム大会」、「まえばしクリテリウム」、「まえばしサイクルオアシス」、「ジャイアントストア前橋」の誘致等を担当。
2018年から前橋市文化スポーツ観光部観光振興課に異動し、赤城山ツーリズム推進や、まえばし赤城スローシティ推進を担当。体力に自信のない人でも坂道を楽に走れる高性能電動アシスト自転車e-Bikeを活用したアクティビティの開発や、スマートホンを活用したデジタルスタンプラリー等を実施。併せて赤城山周辺６市村（前橋市、桐生市、沼田市、渋川市、みどり市、昭和村）で「あかぎサイクルオアシス」を展開し広域地域振興を実施。
2014年、2015年全日本スポーツマスターズに参加し、スプリント並びにチームスプリントで優勝。
2015年にはJプロロードレースチーム「群馬グリフィン・レーシングチーム」でチーム全体のプロデューサー兼選手として所属。
以来、毎年ボランティアで全国の児童養護施設の子供たちに交通安全教室を行うなど、自転車で生活してきた恩返しとしての社会貢献活動を行っている。
2020年に特定非営利活動法人赤城自然塾　観光庁登録観光地域づくり法人（DMO）移籍し、群馬県のランドマークである赤城山を中心としたエリアで、サイクルツーリズムをコンテンツとした広域地域振興に尽力している。